# Sorex coronatus
La musaraña tricolor o de Millet (Sorex coronatus) es una especie de mamífero soricomorfo de la familia Soricidae.

## Características
La musaraña tricolor presenta un aspecto corporal similar a la de la musaraña bicolor (Sorex araneus), pero con dimensiones ligeramente menores. Aunque el pelaje muestra una notable variación geográfica, generalmente es tricolor, con el dorso pardo oscuro, los flancos más claros y el vientre pardo grisáceo.

## Distribución
Ocupa el suroeste de Europa, desde el norte de España hasta el curso del río Elba, en Alemania y el extremo occidental de Austria. También está presente en la isla de Jersey (Reino Unido). Su distribución ibérica comprende la franja septentrional, desde el extremo oriental de Galicia hasta el noroeste del Pirineo Catalán y norte del Sistema Ibérico.

## Hábitat
Es una especie de requerimientos básicamente atlánticos. Ocupa una gran variedad de hábitat, si bien requiere suelos húmedos con buena cobertura vegetal, como en bosques caducifolios, mixtos y de coníferas, así como prados alpinos, subalpinos y atlánticos. En la península ibérica su distribución abarca desde el nivel del mar hasta los 2200 metros. Es probable que, como ocurre en Centroeuropa, en las zonas que coexiste con la musaraña bicolor, su presencia quede confinada a zonas de menor altitud, debido a la existencia de una exclusión mutua entre ambas especies.

## Depredación
Por sus hábitos crepusculares y nocturnos es una especie depredada principalmente por rapaces nocturnas, como la lechuza común (Tyto alba), el búho real (Bubo bubo) y el búho chico (Asio otus), y por ciertos mamíferos carnívoros, como el armiño (Mustela erminia), el turón (Mustela putorius).